# Arichanna sordida
Arichanna sordida är en fjärilsart som beskrevs av Butler 1883. Arichanna sordida ingår i släktet Arichanna och familjen mätare. Inga underarter finns listade i Catalogue of Life.